# Tabu Records
Tabu Records er et uafhængigt dansk pladeselskab med base i København. Selskabet blev skabt i 1998 af folkene bag rapgruppen Suspekt. Formålet med selskabet er at udgive og promovere for specielt udvalgte artister som bagmændene kan stå inde for.
Suspekt forsøgte længe at få en udgivelse, men deres musik var på daværende tidspunkt meget tabubelagt. Derfor stiftede de Tabu Records.
Foruden Suspekt har Tabu Records stået bag udgivelser for artister som L.O.C, VETO, Marwan, The Floor Is Made of Lava samt Fribytterdrømme. 

## Udgivelser
- 1999 Suspekt – Suspekt
- 2000 Diverse – Tabu Recz
- 2001 L.O.C. – Dominologi (vinyl)
- 2003 Suspekt – Ingen Slukker The Stars
- 2003 Diverse – Så Ka I Lære Det
- 2003 L.O.C. – Inkarneret (album)
- 2005 Troo.L.S. & Orgi-E – Forklædt Som Voksen
- 2005 Jeppe Rapp – Ikk' Bare Et Par Sko
- 2005 VETO – I will not listen - EP
- 2005 L.O.C. – Cassiopeia (album)
- 2006 VETO – There's A Beat In All Machines
- 2006 L.O.C. – Cassiopeia Limited Edition
- 2007 L.O.C – Nyt fra Vestfronten Mixtape
- 2007 I Know That You Know – I Know That You Know
- 2007 Marwan – P.E.R.K.E.R.
- 2007 Suspekt – Prima Nocte
- 2007 The Floor Is Made Of Lava – All Juice No Fruit
- 2008 L.O.C. – Melankolia/XxxCouture
- 2008 L.O.C. – Nyt fra Vestfronten 2
- 2009 Diverse – Tabu Records 10års Jubilæum
- 2009 Kasper Spez – Fantasten
- 2009 MD – Kæmper
- 2011 Suspekt – Elektra
- 2011 L.O.C. – Libertiner
- 2011 Marwan – Mennesker
- 2012 Orgi-E – Klamfyr
- 2015 Fribytterdrømme – Labyrintens farver

- 2015 Fribytterdrømme - Fribytterdrømmen

- 2017 Suspekt - 100% Jesus

- 2017 Fribytterdrømme - Superego
- 2019 Fribytterdrømme - "Skin"

- 2020 Suspekt - Sindssyge ting
- 2021 Fribytterdrømme - "Ikke Bange For At Dø, Men Rædselsslagen For At Miste Livet"